# 3rd Ave. El
3rd Ave. El ist ein US-amerikanischer Kurzfilm von Carson Davidson aus dem Jahr 1955.

## Handlung
Der Film folgt der Strecke der IRT Third Avenue Line durch Manhattan. Zuerst steigt ein Fotograf ein, der die Hochbahn fotografiert hat. Er setzt sich und sieht zwischen den Bodenrillen ein Geldstück. Er will es aufheben, doch tritt ihm ein Passant dabei auf die Hände. Er lässt die Münze liegen. Später nutzt ein Betrunkener die Bahn, die ihn an einer Brauerei und einem Alkoholladen vorbeifährt. Der Betrunkene versucht ebenfalls, das Geldstück aufzunehmen, fällt dabei jedoch von seinem Sitzplatz. Später steigt ein Mädchen mit seinen Eltern ein, die das Kind weiterziehen, als es die Münze aufheben will. Es ist Abend geworden, und ein Liebespaar nutzt die Hochbahn. Er hebt das Geldstück auf und zeigt es erfreut seiner Freundin.

## Produktion
3rd Ave. El zeigt Bilder der letzten Hochbahn in Manhattan, die im Jahr der Filmpremiere 1955 stillgelegt wurde. Der Film wird von Haydns Concerto in D untermalt, wobei die Cembalomusik von Wanda Landowska eingespielt wurde. Der Film wurde in das Filmarchive der Academy of Motion Picture Arts and Sciences aufgenommen.

## Auszeichnungen
3rd Ave. El wurde 1956 für einen Oscar in der Kategorie „Bester Kurzfilm (eine Filmrolle)“ nominiert, konnte sich jedoch nicht gegen Survival City durchsetzen.